# Anna Pogorilaja
Anna Alexejevna Pogorilaja (přechýleně česky Anna Pogorilá, rusky Анна Алексеевна Погорилая, * 10. dubna 1998, Moskva) je ruská krasobruslařka.
Je držitelkou bronzové medaile z Mistrovství Evropy (2015-2016) a bronzové medaile z mistrovství Ruské federace 2016. Na juniorské úrovni získala bronzové medaile na Mistrovství světa juniorů v roce 2013 a JGP 2012-13. Na Mistrovství světa v roce 2014 se umístila na čtvrtém místě.